# Rathgar
Rathgar (irl. Ráth Garbh) – pierwotnie była wioską, od 1862 roku częścią miasta Rathmines and Rathgar, a od 1930 roku jest jedną z dzielnic stolicy Irlandii – Dublina, należącą do jego części administracyjnej D6. Leży ok. 3 kilometrów na południe od centrum. Zabudowa jest obecnie w większości poddawana pracom konserwatorskim i odnawiana. Rathgar ma dogodne połączenia komunikacji miejskiej z centrum Dublina.
W dzielnicy znajduje się szpital Saint Lukes, specjalizujący się w leczeniu nowotworów oraz zabytkowy kościół prezbiteriański Christ Church Rathgar.
Rathgar jest miejscem urodzenia Jamesa Joyce’a.